# Peter Masterson
Carlos Bee Masterson Jr., conocido como Peter Masterson (1 de junio de 1934 – 18 de diciembre de 2018) fue un actor, director, y guionista estadounidense. Es más recordado por haber protagonizado The Stepford Wives en 1975 junto a Katharine Ross.

## Carrera
Masterson trabajó a menudo con su primo, el escritor Horton Foote. Actuando desde mediados de la década de 1960 hasta mediados de la de 1980, incluida The Stepford Wives de 1975 como Walter Eberhart, desde entonces se concentró principalmente en dirigir y producir. La actriz Mary Stuart Masterson es su hija; apareció con su padre en The Stepford Wives , interpretando a una de sus hijas. Sus otros créditos actorales incluyen papeles en Ambush Bay (1966), In the Heat of the Night (1967), Counterpoint (1968), Von Richthofen and Brown (1971), Tomorrow (1972), The Exorcist (1973), Man on a Balancearse (1974) y Jardines de piedra (1987).

## Filmografía seleccionada
| Año  | Título                   | Rol                                    | Notas |
| ---- | ------------------------ | -------------------------------------- | ----- |
| 1966 | Ambush Bay               | William Maccone                        |       |
| 1967 | In the Heat of the Night | Fryer                                  |       |
| 1967 | Counterpoint             | Calloway                               |       |
| 1971 | Von Richthofen and Brown | Major Oswald Boelke                    |       |
| 1972 | Tomorrow                 | Lawyer Douglas                         |       |
| 1973 | The Exorcist             | Dr. Barringer - Director de la clínica |       |
| 1974 | Man on a Swing           | Willie Younger                         |       |
| 1975 | The Stepford Wives       | Walter Eberhart                        |       |
| 1986 | Witchfire                |                                        |       |
| 1987 | Gardens of Stone         | Feld                                   |       |